# Штюрмер, Борис Владимирович
Бори́с Влади́мирович Штю́рмер (15 [27] июля 1848, Тверская губерния — 20 августа [2 сентября] 1917, Петроград) — русский государственный деятель. Действительный статский советник (1891), обер-камергер Императорского двора (1916).
Новгородский губернатор (1894—1896). Ярославский губернатор (1896—1902). В 1916 году занимал должности министра внутренних дел, председателя Совета министров и министра иностранных дел Российской империи.

## Биография
Родился 15 (27) июля 1848 года в имении Байково Бежецкого уезда Тверской губернии. Сын помещика, ротмистра в отставке Владимира Вильгельмовича Штюрмера и его жены Эрмионии Николаевны Паниной.
В 1867 году окончил 1-ю Санкт-Петербургскую гимназию, в 1872 — окончил юридический факультет Санкт-Петербургского императорского университета со степенью кандидата прав. Служил в канцелярии Первого департамента Правительствующего Сената, затем в Министерстве юстиции.
С 1879 по 1892 заведовал церемониальной частью Министерства Императорского Двора. Во время подготовки к коронации императора Александра III в 1883 году — делопроизводитель Церемониального отдела Коронационной комиссии.
Владевший имением Байково (650 десятин) в Бежецком уезде Тверской губернии, Штюрмер избирался гласным Бежецкого уездного земского собрания, а 1890 он был гласным Тверского губернского земского собрания. Был председателем Тверской губернской земской управы. На этом посту прославился умением достигать компромисса, добившись примирения между либеральными членами земства и консервативным губернатором П. Д. Ахлестышевым.
В 1894 году был назначен Новгородским, а в 1896 году — Ярославским губернатором. Проявил себя как бесспорно талантливый администратор.
Интересовался историей и археологией. В 1900 и 1903 годах избирался председателем 1-го и 2-го областных археологических съездов в Ярославле и Твери.
С апреля 1901 года — член Императорского Православного Палестинского общества.
С 1902 года — директор Департамента общих дел Министерства внутренних дел, один из ближайших сотрудников В. К. Плеве. В 1903 году провёл ревизию Тверского земства.
С 1904 года — член Государственного Совета по департаменту законов; назначен в Государственный Совет императором Николаем II, хотя у него не имелось необходимого для такого высокого назначения формального служебного ценза пребывания на посту министра или звания сенатора, что представляло собой крайне редкий случай.
Организовал кружок, в котором собирались некоторые из его коллег по Государственному Совету, сенаторов и чиновников, находившихся на службе преимущественно в МВД — всего до 30—40 человек. Основанные им собрания переместились, из-за тесноты его квартиры, сначала к графу С. А. Толю, а затем к графу А. А. Бобринскому. Собрания эти стали предтечей Отечественного союза, элитарной политической организации, действовавшей в 1905—1906. Впоследствии, в 1906 году, на основе Отечественного союза возникли Правая группа реформированного Государственного Совета и Постоянный совет Объединённого дворянства. Популярность кружка Штюрмера особенно увеличилась после смерти Е. В. Богдановича, хозяина ещё более старого и авторитетного политического салона правого толка, последовавшей в 1914 году. Кружок Штюрмера представлял собой хорошо организованный политический клуб, с заранее объявленными темами еженедельных заседаний, подготовленными выступлениями докладчиков, последующим обсуждением и принятием итоговых резолюций.
Штюрмер был лично и политически близок с известным правым публицистом И. Я. Гурляндом, в течение многих лет бывшим его семейным другом, ближайшим неофициальным советником и помощником, автором записок и речей.
В 1902—1917 годах жил в Петербурге по адресу: Большая Конюшенная улица, 1.
Поддерживал монархические организации, сам состоял в Русском собрании и Русском окраинном обществе, а в 1915 году был избран почётным членом Отечественного патриотического союза.
В 1913 году во время празднования 300-летия Дома Романовых, он сопровождал императора Николая II и его семью при посещении ими Твери.
20 января 1916 года назначен председателем Совета министров, с 3 марта по 7 июля того же года — одновременно министром внутренних дел, а с 7 июля — министром иностранных дел. Боролся против революционного движения и думской оппозиции. На посту министра иностранных дел Штюрмер действовал по непосредственным указаниям императора Николая II с чрезвычайной смелостью и настойчивостью в деле обеспечения русских выгод в случае успешного окончания войны и добился согласия союзников на все русские требования. За это его крайне невзлюбили союзные представители, ведшие против Штюрмера настоящую травлю.
10 ноября 1916 года Штюрмер уволен в отставку. Великий князь Георгий Михайлович писал императору 11 (24) ноября 1916 г.: «Прямо говорят, что, если внутри России дела будут идти так, как теперь, то нам никогда не удастся окончить войну победоносно, а если это действительно не удастся, то тогда конец всему. Ненависть к Штюрмеру чрезвычайная. Тогда я старался выяснить, а какие же меры могли бы излечить это состояние? На это могу ответить, что общий голос — удаление Штюрмера…».
В ходе февральской революции, 28 февраля 1917 года, был арестован; затем заключён в Петропавловскую крепость. По воспоминаниям следователя ЧСК А. Ф. Романова:
Когда мы решили настоять на освобождении Б.В. Штюрмера, то Керенский, прослышав об этом, прибежал в Комиссию и уверял, что освобождение произведёт тяжёлое впечатление на «широкие демократические массы» и «может взорвать правительство».

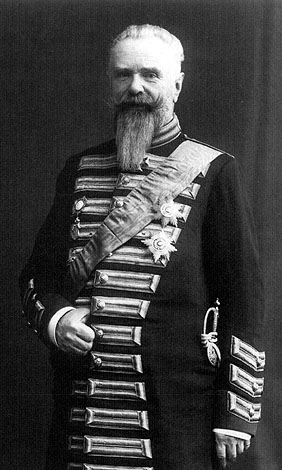
Борис Штюрмер в 1916 году, как председатель Совета министров Российской империи

Штюрмер оставался в заключении. Был переведён в больницу тюрьмы «Кресты», где и скончался. 
В эти дни смертельно заболел Б. В. Штюрмер. Состояние его (уремия) было таково, что всякому человеку его обречённость была очевидна. Однако даже в этом случае два дня ушло на переговоры и уговоры, прежде чем Б. В. Штюрмера удалось увезти в больницу, где затем он и скончался.
Похоронен на кладбище Александро-Невской лавры.

## Семья
Был женат на Елизавете Владимировне Струковой (р. 20 июня 1859 г.), дочери генерал-лейтенанта Владимира Николаевича Струкова.
Их сыновья:
- Георгий (р. 14 февраля 1880), курский вице-губернатор (1916—1917)[10]. Его жена (с 1901 до 1905 гг. (развод) — Екатерина Алексеевна, урожд. Долгорукая; 1880—1971), правнучка декабристов В. Л. Давыдова и С. П. Трубецкого. После 1917 года Г. Б. Штюрмер и его вторая жена, Екатерина Дмитриевна Офросимова, эмигрировали в Константинополь, с 1921 года жили в Королевстве сербов, хорватов и словенцев.
  - дочь Георгия Борисовича и Екатерины Алексеевны: Елизавета Георгиевна Штюрмер (1901—1979)
    - её сын — Николай Петрович Витебский (1923—1998)
- Владимир (р. 25 июня 1883), советник Якутского областного управления (1916—1917).

## Награды
- Орден Святого Станислава 2-й степени (28.03.1882)
- Орден Святой Анны 2-й степени (28.05.1883)
- Орден Святого Владимира 4-й степени (13.04.1886)
- Орден Святого Владимира 3-й степени (09.04.1889)
- Орден Святого Станислава 1-й степени (30.08.1894)
- Орден Святой Анны 1-й степени (14.05.1896)
- Орден Святого Владимира 2-й степени (01.01.1901)
- Орден Белого орла (01.01.1906)
- Орден Святого Александра Невского (01.01.1911)
- Бриллиантовые знаки к ордену Святого Александра Невского (01.01.1915)
- Знак отличия беспорочной службы за XL лет (22.08.1914)

Иностранные:
- Итальянский орден Святых Маврикия и Лазаря, командорский крест (1891)
- Шведский орден Полярной звезды, командорский крест (1892)
- Австрийский орден Франца-Иосифа, большой крест (1897)
- Папский орден Святого Григория Великого 1-й степени (1897)
- Испанский орден Изабеллы Католической 1-й степени (1897)
- Японский орден Священного сокровища 1-й степени (1897)
- Турецкий орден Меджидие 1-й степени (1897)
- Французский орден Почётного легиона, командорский крест (1898)
- Японский орден Восходящего солнца 1-й степени с цветами пауловнии (1916)

Кроме того, был избран почетным гражданином Тобольска

## Киновоплощения
- «Агония» (1974, СССР) — Владимир Осенев
- «Распутин» (2011, Россия) — Сергей Заморев